# Fariba Vafi
Fariba Vafi (persisch فریبا وفی; Faribā Vafī; * 21. Januar 1963 in Täbriz, Provinz Ost-Aserbaidschan, Iran) ist eine iranische Schriftstellerin. Mit ihrer minimalistischen, poetisch reichen Sprache zählt Vafi zu den innovativsten Stimmen der persischen Gegenwartsliteratur.

## Leben
Fariba Vafi wurde 1963 in Täbris geboren. Ihre Familie gehört zur Volksgruppe der Aserbaidschaner. Bereits in jungen Jahren begann sie u. a. in der  Erzählungen zu verfassen. Erste Kurzgeschichten publizierte sie Literaturzeitschrift «Adineh».
Ihre Bücher wurden mehr als 30 Mal nachgedruckt und ins Italienische, Spanische, Englische, Deutsche, Französische, Türkische, Kurdische, Armenische, Norwegische übersetzt.
Zu Vafīs Ehrungen gehören der Huschang-Golschiri-, der Yalda-, der Mehregan-Adab- sowie der Literaturpreis von Isfahan. 2017 wurde sie zudem mit dem neu gegründeten Ahmad-Mahmoud-Preis, dem Preis des iranischen Wochenmagazins «ChelCheragh», und auf der Frankfurter Buchmesse mit dem LiBeraturpreis ausgezeichnet.

## Auszeichnungen
- 2017: LiBeraturpreis für Tarlan.[1]

## Veröffentlichungen
- 1986: Dar Omq-e-sahneh (In der Tiefe der Bühne), Kurzgeschichten. Cheshmeh Publishers
- 1999: Hatta Vaqti Mikhandidim (Sogar als wir lachten), Kurzgeschichten
- 2002: Parande-ye-man (Mein Vogel), Roman
  - 2012: Kellervogel, Roman. Aus dem Persischen von Parwin Abkai. Mit einem Nachwort von SAID. Rotbuch Verlag, Berlin 2012, ISBN 978-3-86789-167-7[2]
- 2006: Tarlan, Roman
  - 2015: Tarlan, aus dem Farsi übersetzt von Jutta Himmelreich. Sujet Verlag, Bremen. ISBN 978-3-944201-55-9
- 2007: Rowya-ye-Tabbat (Traum von Tibet), Roman
- 2018: Der Traum von Tibet, aus dem Farsi übersetzt von Jutta Himmelreich. Sujet Verlag, Bremen.
- 2008: Razi dar Kucheha (Ein Geheimnis der Straße), Roman
  - 2011: französisch: Un secret de rue. Zulma, Paris, ISBN 978-2-84304-530-1
- 2011: Hame-ye Ofoq (Der gesamte Horizont), Roman
- 2012: Mah Kamel Mishavad (Der Mond nimmt zu), Roman
- 2014: Baad az payan (Nach dem Ende), Roman
- 2016: Bi Baad Bi Parou (ohne Wind ohne Ruder), Kurzgeschichten
- 2020:  Rooz-e Digare Shoura (Ein weiterer Tag für Shoura), Roman